# Karsten Müller
Karsten Müller (ur. 23 listopada 1970 w Hamburgu) – niemiecki szachista, arcymistrz od 1997 roku.

## Kariera szachowa
Pod koniec lat 90. XX wieku należał do czołówki niemieckich szachistów, dwukrotnie zdobywając brązowe medale w indywidualnych mistrzostwach kraju (1996 w Dudweiler oraz 1997 w Gladenbach). W 2001 zdobył również tytuł mistrza Niemiec w szachach szybkich.
W roku 1990 zajął II m. w Pradze, podzielił II-VII m. w mistrzostwach RFN juniorów do lat 18 w Münster oraz reprezentował swój kraj w mistrzostwach Europy juniorów do lat 20 w Arnhem. W 1992 podzielił II m. (wraz z m.in. Michałem Krasenkowem i Aleksandrem Oniszczukiem) w otwartym turnieju w Hamburgu, rok później powtarzając ten rezultat (wraz z m.in. Igorem Glekiem, Władimirem Małaniukiem i Lubomirem Ftačnikiem). kolejny sukces odniósł w roku 2000, dzieląc wraz z Mają Cziburdanidze II m. w Lippstadt (za Zbynkiem Hrackiem).
Najwyższy ranking w dotychczasowej karierze osiągnął 1 stycznia 1999 r., z wynikiem 2558 punktów zajmował wówczas 12. miejsce wśród niemieckich szachistów.
Posiada tytuł doktora matematyki. Jest ceniony jako współautor kilku książek o tematyce szachowej, z których największe uznanie zyskały wydawnictwa poświęcone grze końcowej, napisane wspólnie z Frankiem Lamprechtem.

## Wybrane publikacje
- Secrets of Pawn Endings (wraz z Frankiem Lamprechtem), 2000, ISBN 1-85744-255-5
- Fundamental Chess Endings (wraz z Frankiem Lamprechtem), 2001, ISBN 1-901983-53-6
- Grundlagen der Schachendspiele (wraz z Frankiem Lamprechtem), 2003, ISBN 1-901983-96-X
- Danish Dynamite, 2003 (wraz z Martinem Voigtem)
- The Chesscafe Puzzle Book: Test and Improve Your Tactical Vision (wraz z Zsuzsą Polgar), 2004, ISBN 1-888690-21-6
- 222 Eröffnungsfallen nach 1. e4 (wraz z Rainerem Knaakiem), 2007, ISBN 3-282-01001-X